# Gregoriaans Abdijkoor Grimbergen
Het Gregoriaans Abdijkoor van Grimbergen is het gregoriaans koor van de Abdij van Grimbergen. Het werd opgericht in 1968.
In het koor zingen naast paters ook leken mee. Het koor werd door leken gesticht in een voor de abdij moeilijke periode, waarin zich weinig nieuwe kandidaten voor de orde meldden. 
Alhoewel na het Tweede Vaticaans Concilie naast het Latijn ook de mogelijkheid werd geboden om de Mis in de volkstaal te vieren, bleef men in de abdij van Grimbergen trouw aan de eeuwenoude Gregoriaanse liturgie.
Het repertoire van het koor bestaat uit Gregoriaanse liederen van de Norbertijnen. Deze verschillen van de gewone Gregoriaanse muziek. Vroeger had elk bisdom dat zichzelf respecteerde zijn eigen liturgische gezangen. Toen de orde van de Norbertijnen in 1120 door Norbertus in het Noord-Franse Prémontré nabij Laon werd gesticht, nam hij de gebeden en zangboeken van dat bisdom over. De muzikale paters die generaties lang de partituren van de orde overschreven, maakten onbewust en bewust fouten. Hier en daar werden noten toegevoegd, zodat de gezangen in de loop der eeuwen veranderd zijn. Daardoor kreeg de Norbertijnse muziek een heel eigen, melodieuze klank.
Dirigent en stichter van het koor was de norbertijn Gereon van Boesschoten (overleden 05/07/2018), die tot enkele jaren geleden pastoor was van de Sint-Servaasparochie in Grimbergen. Hij had zijn roots in Nederland, maar kwam al op jonge leeftijd naar de Norbertijnen in Grimbergen om toe te treden. Van Boesschoten studeerde liturgie en kerkmuziek bij Dom Cardine in Rome. Vandaag bestaat het koor enkel nog uit leken en is verbonden aan de abdij van Grimbergen.
Sedert 2010 worden de CD's in eigen beheer terug uitgegeven. Het koor werd door het hof gevraagd om tijdens de uitvaartmis van koning Boudewijn te zingen.